# Commission de supervision des nations neutres en Corée
La Commission de supervision des nations neutres en Corée (NNSC) (en anglais « Neutral Nations Supervisory Commission ») a été créée par l'armistice de Panmunjeom signé le 27 juillet 1953, mettant fin à la guerre de Corée. Elle fait partie, avec la Commission d'armistice militaire du mécanisme qui régit les relations entre la république populaire démocratique de Corée (Corée du Nord) et la république de Corée (Corée du Sud).
La NNSC avait pour mission d'effectuer des inspections et des enquêtes afin de garantir l'application des alinéas 13(c) et 13(d) de l'armistice, qui devaient empêcher l'introduction de renforts en Corée, qu'il s'agisse de personnel militaire supplémentaire ou de nouvelles armes, en dehors du remplacement de matériel endommagé ou usé. Des rapports devaient être présentés à la Commission militaire d'armistice.
Selon l'armistice, la NNSC est composé de quatre officiers supérieurs, dont deux sont nommés par les nations neutres nommées par le Commandement des Nations unies en Corée (UNC) et deux désignés par des nations neutres nommées conjointement par l'Armée populaire de Corée et l'Armée des volontaires du peuple chinois. Le terme « nations neutres » est défini comme les nations dont les forces de combat ne participaient pas aux hostilités en Corée. Le Commandement des Nations unies en Corée choisit la Suisse et la Suède, tandis que l'Armée populaire de Corée et l'Armée des volontaires du peuple chinois choisirent la Tchécoslovaquie et la Pologne.
La NNSC était soutenue par vingt équipes d'inspection des Nations Neutres : dix situées en permanence dans les ports de Corée du Nord et Corée du Sud et dix équipes mobiles. L'armistice ne précisait pas le mode de fonctionnement des équipes. Les équipes suisses et suédoises étaient de petite taille et comptaient sur leurs hôtes pour fournir du personnel, des véhicules et du matériel de communication afin de faire leurs rapports à la Commission de surveillance. Les équipes tchécoslovaques et polonaises étaient beaucoup plus importantes et entièrement autonomes, comprenant des camions radio lourds, des interprètes et des cuisiniers.

## Historique

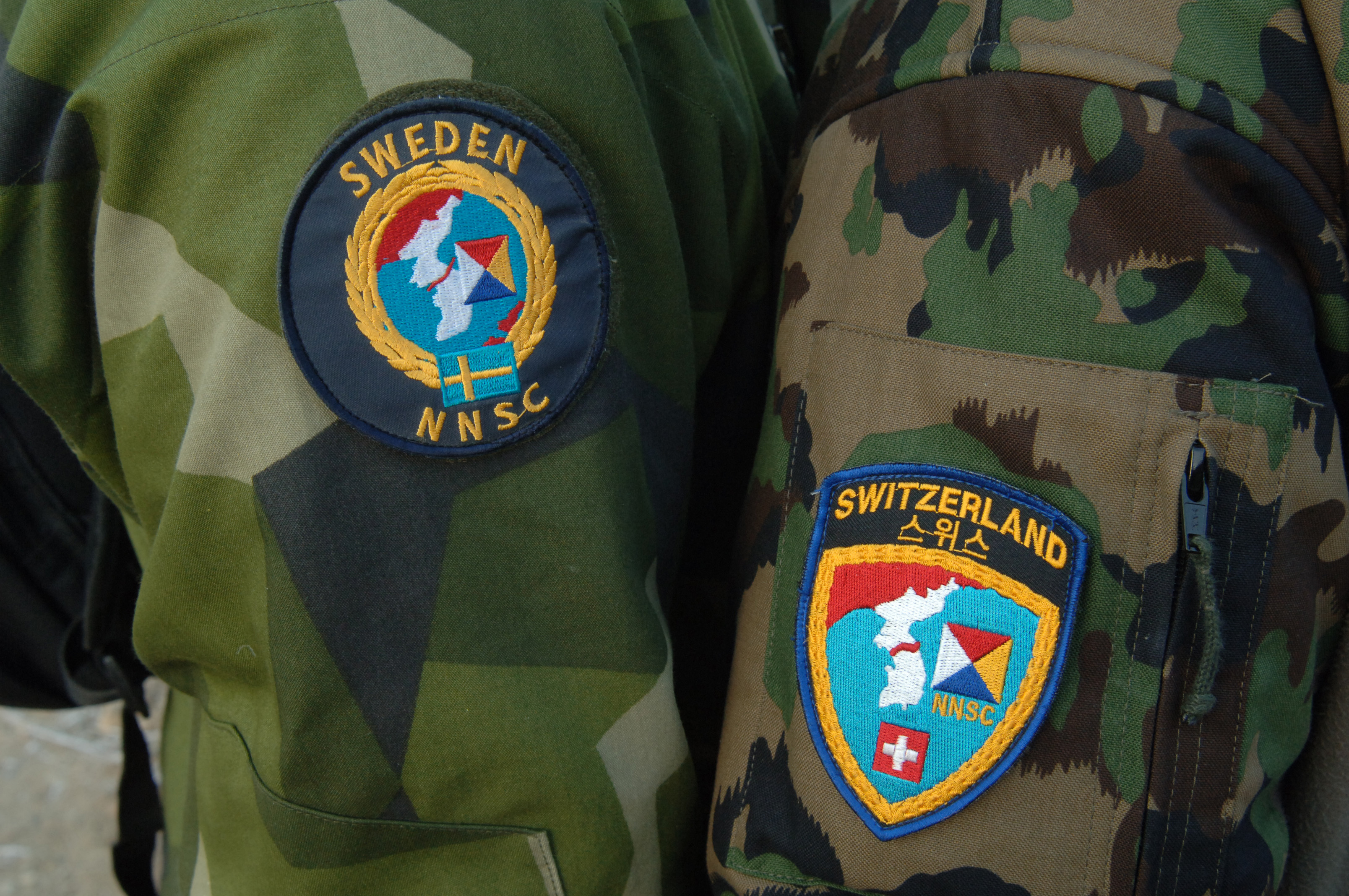
Patches d'uniforme portés par les délégués NNSC de Suède et de Suisse.

### 1953–1957
La première réunion de la Commission de supervision des nations neutres en Corée (NNSC) a eu lieu le 1er août 1953.
En 1954, les sud-coréens s'étaient montrés hostiles aux inspections de la NNSC et les Nations unies, la Suisse et la Suède avaient émis des doutes quant à l'application équilibrée des inspections. Le 31 juillet, après des avertissements de l'armée sud-coréenne selon lesquels une action aurait lieu si la NNSC ne se retirait pas de Corée du Sud, des manifestants ont tentés de pénétrer dans la base de la NNSC à Incheon, mais ont été arrêtés par des militaires américains,. Après discussion au sein de la NNSC, et avec l'accord de la Commission d'armistice militaire, les effectifs des équipes d'inspection ont été réduits environ de moitié.
En mars 1955, l'assemblée nationale sud-coréenne adopte à l'unanimité une résolution selon laquelle les équipes d'inspection de la NNSC doivent être expulsées de Corée du Sud. En mai 1955, les États-Unis décident que la NNSC doit être informée que ses opérations désavantagent sérieusement les forces du Commandement des Nations unies en Corée (UNC) et que « l'UNC propose à l'avenir de considérer l'article 13(d) de la convention d'armistice comme inopérant ». En août 1955, le président sud-coréen Syngman Rhee exige que les membres de la NNSC quittent la Corée du Sud. 1 200 cheminots et 300 vétérans de guerre sud-coréens tentent de prendre d'assaut la base de la NNSC sur l'île de Wolmido (en) mais ils sont retenus par plusieurs centaines de soldats américains qui utilisent des gaz lacrymogènes. Les manifestations contre les équipes d'inspection de la NNSC se sont poursuivies en septembre et octobre.
Le 31 mai 1956, l'UNC exige que les équipes d'inspection fixes de la NNSC soient retirées des ports sud-coréens, car les États-Unis pensaient que la Corée du Nord se réarmait en évitant les inspections de la NNSC. La Corée du Nord s'y opposa au sein de la Commission d'armistice militaire, mais la décision fut effective le 9 juin 1956. Les équipes d'inspection de la NNSC en Corée du Nord ont été retirées dans les jours qui suivirent. À partir de là, les activités de la NNSC se limitèrent à l'enregistrement des informations fournies par les deux parties, et les effectifs ont été réduits.
Lors d'une réunion de la Commission d'armistice militaire, le 21 juin 1957, les États-Unis informent les représentants nord-coréens que l'UNC ne se considère plus liée par le paragraphe 13(d) de l'armistice qui empêche l'introduction de nouvelles armes en Corée et dont l'application est la mission première de la NNSC,. En janvier 1958, des armes nucléaire américaines : l'Honest John et le M65 Atomic Cannon furent déployés en Corée du Sud. Un an plus tard, les américains ajoutèrent les missiles nucléaire MGM-1 Matador d'une portée permettant d'atteindre la Chine et l'Union soviétique,.

### 1958–1995

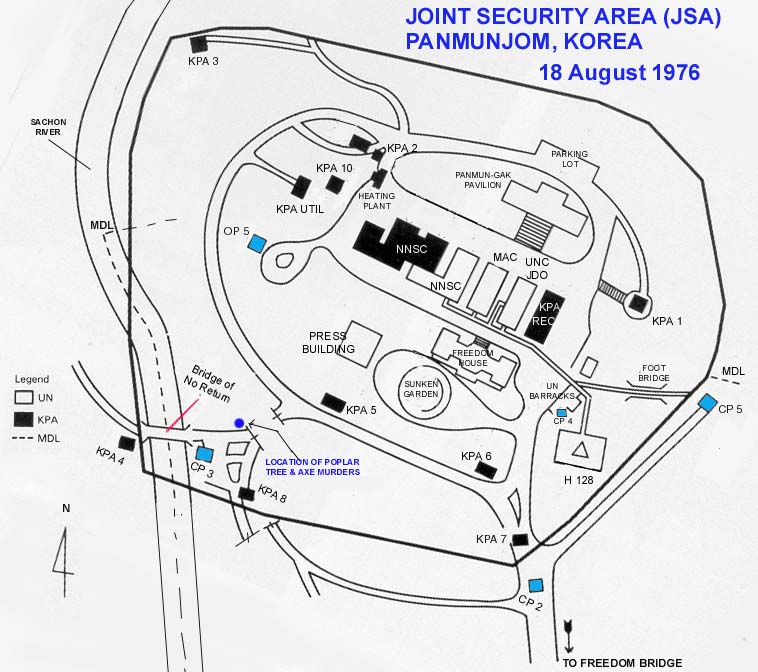
Carte de la JSA montrant les bâtiments de la NNSC et à l'emplacement du CP# 5 : l'entrée du camp de la NNSC suédoise et suisse.

La Corée du Nord considérait que la NNSC n'existait que de nom après le retrait de ses équipes d'inspection. Un rapport américain de 1970 sur la NNSC par l'Agence pour la maîtrise des armements et le désarmement (en) a conclu : « Étant donné que le NNSC n'a été créé que pour observer l'application des articles 13(c) et 13(d), elle a donc cessé d'avoir une quelconque fonction ».

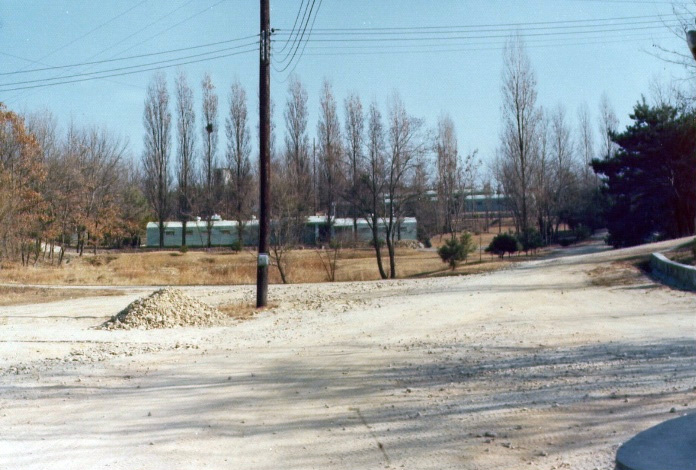
Entrée du camp de la NNSC en 1976

De juin 1956 à 1993, la NNSC a cessé ses contrôles et s'est limité à transmettre au Commandement des Nations unies en Corée (UNC) les rapports des belligérants sur les entrées et sorties de militaires. Les effectifs des délégations de Pologne, de Tchécoslovaquie, de Suède et de Suisse sont progressivement réduits : le 9 juin 1956 à 14 membres chacune, en 1960 à 9 membres chacune, et en 1978 à 6 membres chacune. Les bureaux et la salle de conférence de la NNSC se trouvent dans la Joint Security Area (JSA).
Les bases des membres suédois et suisses et de leur personnel sont situés dans la moitié sud de Zone coréenne démilitarisée (DMZ) adjacente à la JSA. Les anciens camps polonais et tchèques qui se trouvaient à proximité, du côté nord-coréen de la Ligne de Démarcation militaire, ont été repris par l'Armée populaire de Corée et sont maintenant utilisés à d'autres fins.
À la suite de la chute des régimes communistes menant à l'adhésion à l'OTAN de la Tchécoslovaquie et de la Pologne, et à la Dissolution de la Tchécoslovaquie pour laisser place à la Tchéquie et la Slovaquie en 1993, la Corée du Nord estimait que la NNSC avait perdu sa neutralité et considérait que la NNSC s'était dissoute. La Corée du Nord a ainsi expulsé la composante tchèque en 1993 et la composante polonaise en 1995,.
Depuis 1995, la Corée du Nord ne reconnaît pas l'existence de la NNSC,. Les délégations suédoise et suisse continuent de soumettre à la Corée du Nord des rapports sur les mouvements de troupes sud-coréennes, qui sont ignorés, La Pologne continue de participer aux réunions du NNSC, bien qu'elle ne soit plus en mesure d'observer les mouvements de troupes en Corée du Nord.

### Statut post 2008

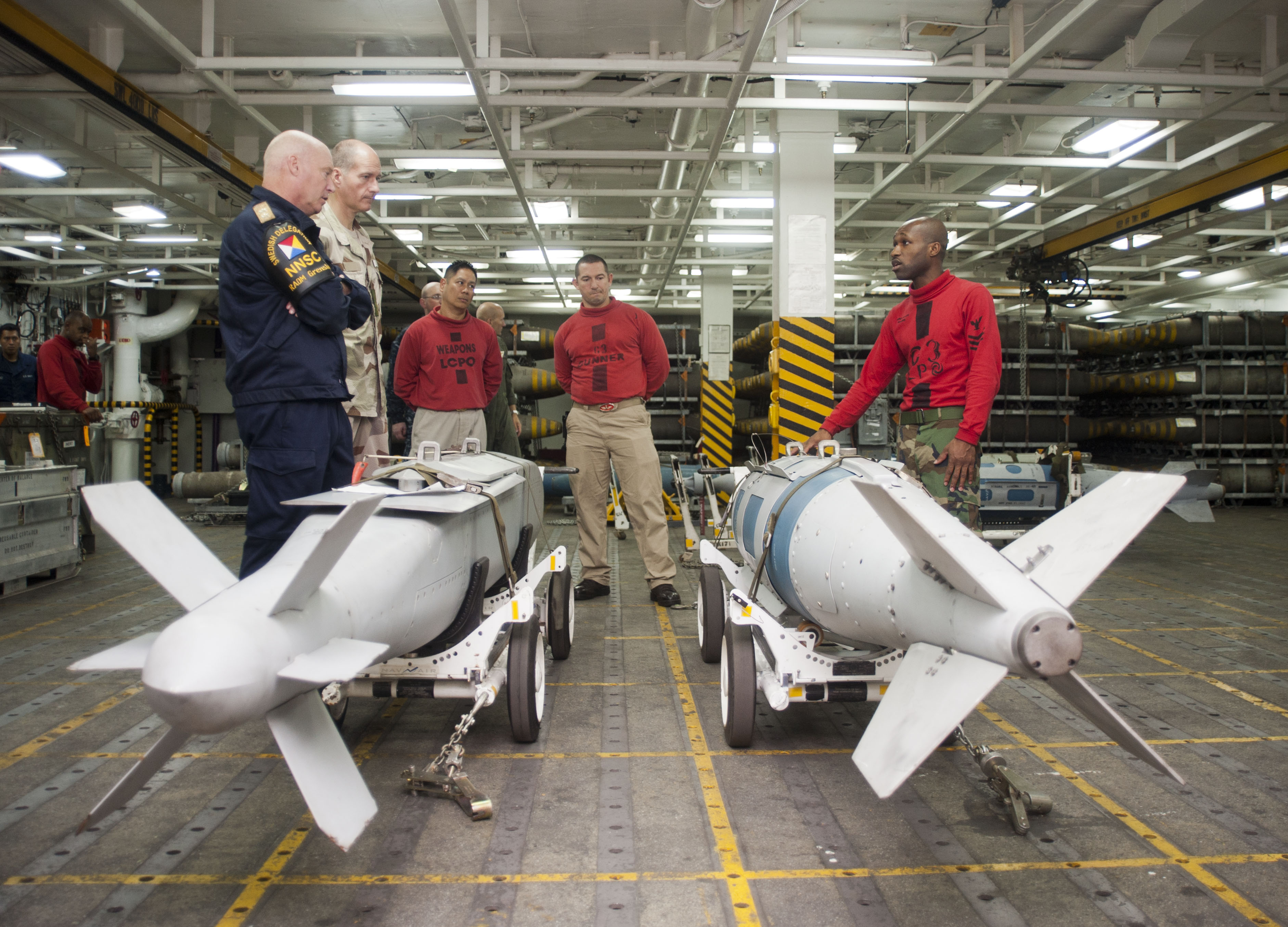
Un délégué suédois de la NNSC inspecte des bombes guidées lors d'une visite de nuit sur l' en 2012

Depuis 2008, le rôle principal du NNSC est de maintenir et d'établir des relations avec les deux parties, et de maintenir un canal de communication entre elles.[réf. nécessaire] Cinq représentants suisses et cinq représentants suédois sont stationnés près de Panmunjeom, en service pour la NNSC. Actuellement, leur principale mission est de montrer leur présence à la frontière intérieure de la Corée et de démontrer ainsi que le cessez-le-feu est toujours en vigueur. Occasionnellement, des délégués polonais assistent aux réunions de Panmunjeom, mais en passant par la Corée du Sud, car la Pologne a changé de bord politique. La promotion de la détente et de la sécurité dans la Joint Security Area (JSA) s'inscrit également dans le cadre de ses activités et constitue la condition préalable à l'accomplissement de ses tâches.
La délégation suédoise décrit sa tâche actuelle comme consistant à maintenir la validité du mécanisme de trêve. Elle décrit la NNSC comme entretenant actuellement des contacts permanents avec le Commandement des Nations unies en Corée (UNC), mais aucun contact avec la Corée du Nord.
La NNSC continue de surveiller les niveaux de troupes en Corée du Sud et de suivre les grands exercices militaires annuels des États-Unis et de la Corée du Sud. Chaque fois que des Nord-Coréens entrent en Corée du Sud, les membres du NNSC peuvent les interroger pour déterminer s'ils veulent être rapatriés ou faire défection au Sud. À certaines occasions, la NNSC participe à des enquêtes de la Commission d'armistice militaire, notamment sur les actions de la Corée du Sud lors d'escarmouches navales.
La Pologne continue d'envoyer des représentants aux réunions de la commission deux fois par an, ce que la NNSC considère comme une confirmation de sa position.
En 2014, la pratique consistant à ouvrir la porte de la salle de conférence de la NNSC sur le territoire nord-coréen pour indiquer qu'un nouveau rapport était disponible a cessé, la Corée du Nord ayant indiqué qu'il s'agissait d'un "geste offensant".
Le coût annuel de la NNSC est d'environ 4 millions de dollars. L'entretien et la réparation des installations du camp de la NNSC relèvent de la responsabilité de la Direction des travaux publics (DPW) de l'armée américaine pour la zone 1, située à Camp Red Cloud (en).

## Historique des délégations des nations neutres
| Délégation suisse de la NNSC | Délégation suisse de la NNSC |
| Année                        | Effectifs,                   |
| ---------------------------- | ---------------------------- |
| 1953                         | 96                           |
| 1956                         | 14                           |
| 1960                         | 9                            |
| 1978                         | 6                            |
| 1994                         | 5                            |

### Suisse

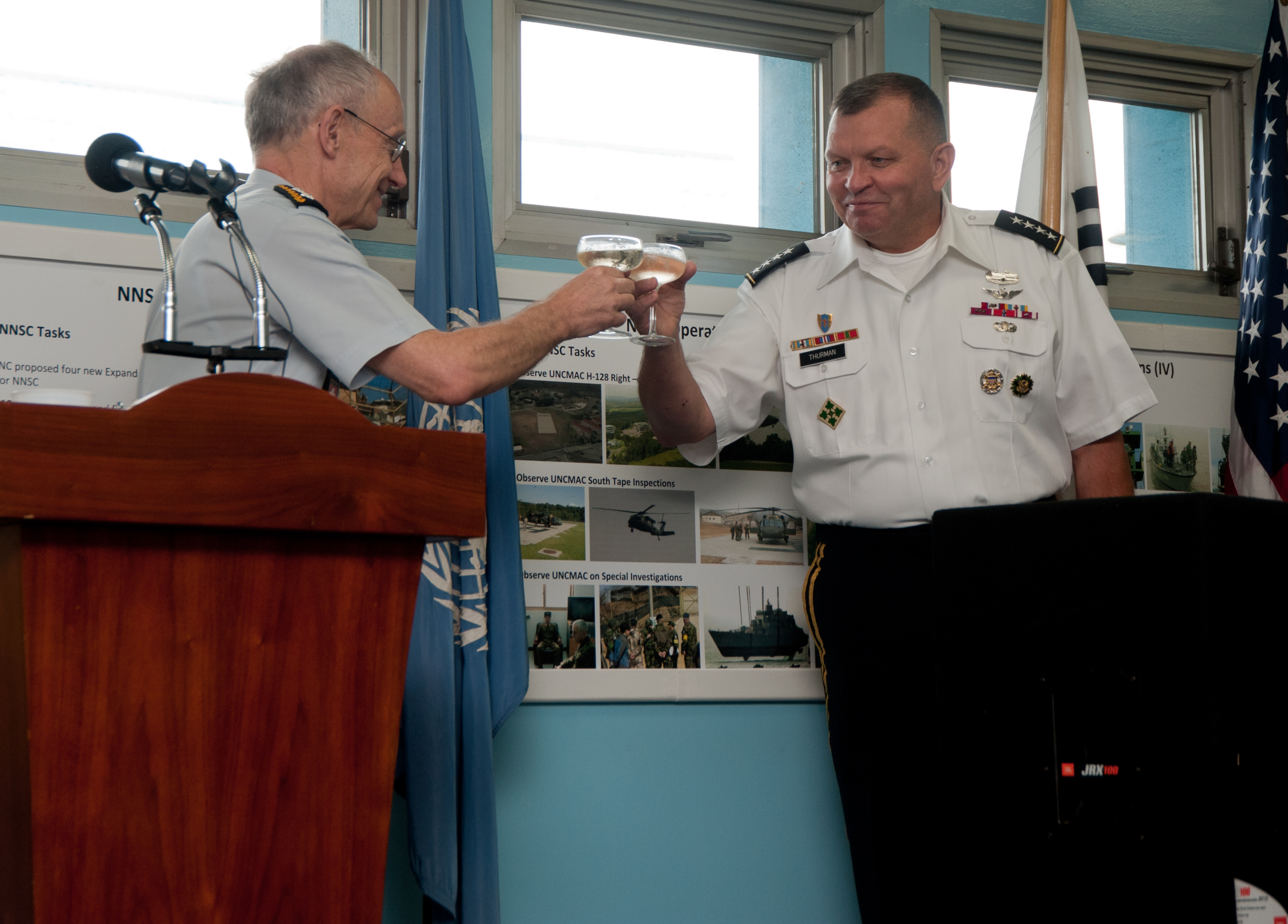
Le délégué suisse de la NNSC, le général de division Jean-Jacques Joss, avec le commandant de l'USFK, le général James D. Thurman, lors du 58ème anniversaire de l'armistice de Panmunjeom.

Le 1er août 1953, la première délégation suisse de la NNSC, composée de 96 membres, est arrivée,, puis s'est élargie à environ 150 membres en quelques mois pour aider à la surveillance, selon une enquête de Stars and Stripes. Après la dissolution de l'équipe d'inspection, la délégation a été réduite à 14 membres. Les années suivantes, la délégation a été successivement réduite à la taille actuelle de cinq membres. Actuellement, le chef de la délégation, choisi au sein du ministère de la défense ou du ministère des affaires étrangères, est en mission pour trois à cinq ans. Quatre officiers militaires de réserve l'assistent pour des missions d'un à deux ans.

### Tchécoslovaquie
En juillet et août 1953, Un groupe tchécoslovaque de plus de 300 personnes arriva à Panmunjeom certains par le train et d'autres par avion. Au cours des quatre premières années d'existence de la NNSC, quelque 500 à 600 Tchécoslovaques y ont participé. L'histoire du premier contingent tchécoslovaque est relatée dans le livre La péninsule coréenne après l'armistice vue par les délégués tchécoslovaques à la Commission de surveillance des Nations neutres contenant plus de 250 photographies prises par les membres du contingent tchécoslovaque entre 1953 et 1956 et quatre textes sur les débuts de la NNSC écrits par Seungju Hong, Jaroslav Olša Jr, Gabriel Jonsson et Alex Švamberk. Des exemplaires de ces photographies ont été publiés ailleurs dans la presse coréenne et tchèque, par exemple dans le Korea Times.
Par la suite, la taille du contingent tchécoslovaque s'est considérablement réduite. Après la scission pacifique de la Tchécoslovaquie, les deux nouvelles républiques sont convenues que la République tchèque reprendrait sa place au sein de la NNSC. En avril 1993, les membres tchèques ont été contraints de quitter leur camp de Panmunjeom sous la menace de la Corée du Nord. Depuis lors, la République tchèque n'a pas participé aux réunions du NNSC.
En 2013, à l'occasion du 60ème anniversaire de la signature de l'armistice, l'ambassade de la République tchèque en Corée du Sud a organisé une série d'événements pour commémorer la participation tchécoslovaque à la NNSC.

## Dans la culture populaire
- Un délégué de la NNSC issue de l'armée suisse est le personnage principal du film sud-coréen : Joint Security Area.